# Batman (soundtrack)
Batman is het elfde album van de Amerikaanse popartiest Prince en werd uitgegeven in 1989. Het fungeerde als een van de twee soundtracks van de film Batman uit 1989 van filmregisseur Tim Burton. De andere soundtrack was het instrumentale album Batman: Original Motion Picture Score, gecomponeerd door Danny Elfman en uitgevoerd door The Sinfonia of London Orchestra.

## Algemeen
Het album was een commercieel gezien een groot succes, mede meeliftend op het succes van de gelijknamige bioscoopfilm. In onder andere Nederland, de Verenigde Staten en het Verenigd Koninkrijk haalde het album de nummer 1-positie.
Artistiek gezien wordt het album door de meeste critici gezien als niet een van Prince zijn beste werken en het verschilt ook rigoureus op meerdere fronten van zijn voorganger Lovesexy.

## Nummers
| 01. | The Future                                  | 4:07 |
| 02. | Electric Chair                              | 4:08 |
| 03. | The Arms of Orion (samen met Sheena Easton) | 5:02 |
| 04. | Partyman                                    | 3:11 |
| 05. | Vicki Waiting                               | 4:52 |
|     |                                             |      |
| 06. | Trust                                       | 4:24 |
| 07. | Lemon Crush                                 | 4:15 |
| 08. | Scandalous                                  | 6:15 |
| 09. | Batdance                                    | 6:13 |

(alle nummers uitgevoerd door Prince, behalve waar aangegeven)

## Singles
Er werden in het totaal vijf singles getrokken van het album; Batdance, Partyman, The Arms of Orion (met Sheena Easton), Scandalous en een remix van The Future.
Vier van de vijf singles kende extra nummers waarvan het nummer nog niet eerder was uitgebracht; 200 Balloons (B-kant van Batdance), Feel U Up (B-kant van Partyman), I Love U in Me (B-kant The Arms of Orion) en Sex (nummer van de EP The Scandalous Sex Suite). Dat laatste nummer zal enkele jaren later door Prince aan de Nederlandse band Loïs Lane worden gegeven.
De grote wereldhit van het album was Batdance (nl: #4, vk: #2, vs: #1). Partyman (nl: #17, vk: #14, vs: #18), The Arms of Orion (nl: #17, vk: #27, vs: #36) en Scandalous (nl: #18) werden mindere hitjes. De als laatste in remixvorm uitgebrachte single The Future werd opvallend genoeg in Nederland een top tien hit (#7), waar het in andere landen commercieel weinig deed.

## Videoclips
Prince introduceerde in de videoclips van Batdance en Partyman een nieuw alter ego genaamd "Gemini" (tweelingen). Deze creatie was voor de helft The Joker (het kwaad) en voor de helft Batman (het goede).
In de videoclip 'Partyman' speelt voor het eerst de Nederlandse saxofoniste Candy Dulfer in een videoclip mee van Prince. Hij introduceert haar met de woorden: "...but when I want sax I call Candy".

## Batman: Original Motion Picture Score
Het andere album met alleen de originele filmmuziek werd gecomponeerd door Danny Elfman en uitgevoerd door The Sinfonia of London Orchestra onder leiding van Shirley Walker. Elfman produceerde het album samen met Steve Bartek. het album werd uitgebracht in mei 1989 door Warner Bros. Records met een tijdsduur van 54:40. In 1989 stond het album als hoogste genoteerd op plaats 30 in de Amerikaanse Billboard 200 en in de Nederlandse Album Top 100 op plaats 91.
Het album bevat de volgende nummers:
1. The Batman Theme (2:38)
2. Roof Fight (1:21)
3. First Confrontation (4:45)
4. Kitchen, Surgery, Face-off  (3:09)
5. Flowers (1:51)
6. Clown Acttack (1:45)
7. Batman to the Rescue (3:57)
8. Roasted Dude (1:01)
9. Photos / Beautiful Dreamer (2:30)
10. Descent into Mystery (1:32)
11. The Bat Cave (2:34)
12. The Joker's Poem (0:58)
13. Childhood Remembered (2:42)
14. Love Theme (1:29)
15. Charge of the Batwing (1:42)
16. Attack of the Batwing (4:46)
17. Up the Cathedral (5:06)
18. Waltz to the Death (3:56)
19. The Final Confrontation (3:39)
20. Finale (1:46)
21. Batman Theme Reprise (1:24)

## Hitnoteringen

### NPO Klassiek Filmmuziek Top 200
| Batman in de NPO Klassiek Filmmuziek Top 200 | Batman in de NPO Klassiek Filmmuziek Top 200 | Batman in de NPO Klassiek Filmmuziek Top 200 | Batman in de NPO Klassiek Filmmuziek Top 200 |
| Jaar                                         | 2023                                         | 2024                                         | 2025                                         |
| -------------------------------------------- | -------------------------------------------- | -------------------------------------------- | -------------------------------------------- |
| Positie                                      | 100                                          | 126                                          | 145                                          |